# 프리덴스라이히 훈데르트바서
프리덴스라이히 레겐타크 둥켈분트 훈데르트바서(독일어: Friedensreich Regentag Dunkelbunt Hundertwasser, 1928년 12월 15일~2000년 2월 19일)는 오스트리아의 건축가, 화가이자 환경운동가이다. 유대인 가정에서 자랐으며 국적은 뉴질랜드이고 본명은 프리드리히 슈토바서(Friedrich Stowasser)이다. 20세기 오스트리아 예술가이며 주요건축물로는 <훈데르트바서하우스>, <쿤스트하우스빈>, 주요 회화작품으로는 <대성당1>, <노란집들-질투> 등이 있다.

## 학력
에콜 데 보자르 자퇴

## 개명이유
자연을 사랑했던 프리드리히 슈토바서는 "평화롭고 풍요로운 곳에 흐르는 백 개의 강"이라는 뜻의 프리덴스라이히 훈데르트바서로 스스로 개명

## 생애
1928년 12월 15일 생으로 오스트리아 빈에서 태어났다. 본명은 프리드리히 슈토바서지만 후에 개명한다. 1929년 그의 나이 1살에 기술직 공무원이자 1차 세계대전 장교였던 아버지가 돌아가신다. 그 후로 유대인인 어머니와 어린시절을 보냈다. 1938년 오스트리아가 독일에 합병되면서 오베르 도나우스트라세에 살고있는 할머니와 이모 집으로 강제 이주된다. 그러던 중 제 2차 세계대전이 발발하면서 히틀러의 유대인탄압으로 외할머니와 친척 69명이 몰살당한다. 훈데르트바서와 그의 어머니는 유대인구역인 게토로 강제 이주된다. 그 후 1949년 여러 지역으로 여행을 다니면서 르네 브로를 만나 프랑스로 가서 훈데르트바서로 개명한다. 1972년 어머니가 돌아가신다. 많은 예술활동을 하다가 2000년 2월 19일 태평양을 항해하던 엘리자베스 2호에서 심장마비로 생을 마감한다. 그의 유언에 따라 뉴질랜드의 그의 마당인 <행복한 죽음의 정원>의 튤립나무 아래에 자연과 어우러져 영원히 잠든다.

### 미술에 대한 남다른 재능
훈데르트바서는 어렸을 때부터 색채와 형태에 대한 남다른 감각을 지니며 예술에 두각을 나타냈다. 1934년에 처음으로 드로잉작업을 시작한다. 1936년 8살 때 빈의 몬테소리학교에서 "색채와 형태에 대한 남다른 감각을 지닌 학생"이라는 평가를 받으며 미술에 두각을 나타내기 시작한다. 1948년 빈 예술 학교의 로빈 크리스찬 앤더슨 교수 아래에서 3개월간 수학을 배우고 1950년 에콜 데 보자르에 입학하지만 하루만에 자퇴한다. 그는 작업실을 따로 두지 않고 자신이 머무르는 어느 장소에서든 그림을 그렸다. 이젤을 사용하지 않고 캔버스나 종이를 펼쳐놓고 작업했다. 하나의 작품에 유화물감, 수채물감, 유성펜, 아크릴, 천조각, 템페라, 오일, 금속 등 다양한 재료를 사용했다. 또한, 캔버스 대신 포장지, 나무판, 천조각 등 다양한 곳에 그림을 그렸다.

### 결혼과 이혼
1958년 첫 번째 결혼을 하지만 1960년에 이혼한다. 
1962년 유코 이케와다 토요다와 결혼하고 1966년에 이혼한다.

### 네 개의 이름
훈데르트바서의 이름은 4개이다.
- 1949년(20세)에 스토바서(Stowasser)는 훈데르트바서(Hundertwasser)로 바꾸기로 결심한다. 러시아어와 슬로바키아어로 스토(sto)가 숫자 '100(Hundert)'를 뜻한다는 것을 알고 자신의 성을 시각적으로 표현하고자했다. 그 후 자신의 작품에 Huwa, 100, 세 개의 물결선으로 구성된 새로운 심볼형태의 서명을 한다.
- 1961년 일본에 머물며 일본 전통 목판화를 연구하던 훈데르트바서는 자신의 이름을 일본어로도 쓸 수 있는 방법을 고민하다가 이름에 프리데라이히(Friedereich)를 추가한다. 평화를 뜻하는 프리데(Friede)와 왕국을 뜻하는 라이히(reich)를 합친 말이다.
- 1968년 프리데라이히는 프리덴스라이히(Friedensreich)로 수정된다.[4]

## 사상
훈데르트바서는 인간은 자연에 잠시 들린 손님이라고 생각했다. 그가 주장한 스킨(skin)론과 자연주의 사상을 보면 그것을 알 수 있다.

### 스킨론
인간을 보호하는 층은 총 5개로 나뉘어있다. 첫째는  '진짜 피부' , 둘째  '입고있는 의복' , 셋째  '살고있는 집' , 넷째  '사회' , 다섯째는  '지구'  즉  '환경' 이다. 하지만 인간은 첫 번째 피부만 의식하고 나머진 의식하지 못하고있다. 우리를 보호해주는 제 3의 피부가 집이라고 주장한 그는 건물을 세우며 빼앗은 식물의 공간을 다시 되돌려주어야 한다고 생각했다. 그래서 그는 건물주위에 식물을 많이 심었고 이는 후에 옥상정원의 아이디어가 된다.

### 자연주의 사상
훈데르트바서는 산업에 의해 파괴되는 자연을 보며 자연에 대한 존경심을 가지고 자연을 보호해야한다는 생각을 갖고있었다. 직선을 배척하고 곡선을 옹호하는 그의 미술관을 보아도 그를 알 수 있다. 또한 그는 신체, 생물, 물질의 유기적순환을 강조하였다. 1993년 그가 발표한 '자연과의 평화조약'을 살펴보면 자연주의 사상에 대한 훈데르트바서의 의지를 알 수 있다.

#### 자연과의 평화조약
1. 우리는 자연과의 의사소통을 위해 자연의 언어를 배워야 한다. (자연과의 소통)
2. 우리는 열린 하늘 아래 수평한 모든 것(지붕이나 길)은 자연에 속한 것이라는 원리에 따라 인간이 무단으로 점유하고 파괴했던 자연의 영역을 돌려주어야 한다. (자연의 영역 환원)
3. 자연발생적인 식생에 대환 관용 (자연에 대한 관용)
4. 인류의 창조와 자연의 창조는 재결합 되어야 한다. 이들의 분리는 자연과 인간에게 비극적인 결과를 초래했다. (자연과의 재결합)
5. 자연의 법칙에 조화되는 삶 (자연과의 조화)
6. 우리는 단순히 자연의 손님일 뿐이며, 그에 따라 행동해야 한다. 인간은 지구를 파괴해온 가장 위험한 기생자이다. 인간은 자연이 재생할 수 있도록 자신의 생태적 위치로 돌아가야 한다. (자연의 재생)
7. 인간사회는 다시 쓰레기 없는 사회가 되어야 한다. 자신의 쓰레기를 존중하고 재활용하는 사람만이 죽음을 삶으로 변화시킨다고 말할 수 있다. 왜냐하면 그들은 순환을 존중하고 생명이 재생하여 지구에서 계속될 수 있도록 하기 때문이다. (자연의 순환).[5]

## 예술가

### 화가
훈데르트바서는 '색채의 마술사'라 불릴정도로 색 조합능력이 뛰어났다. 그는 전통적인 색 조합에서 벗어나 자유롭고 대담한 색을 사용했다. 특유의 색감을 통해 생명의 다양함과 무한함을 표현했다. 강렬하고 빛나는 색을 선호했고 보색을 함께 쓰는 것을 좋아했다.
훈데르트바서 그림에서 두드러지게 나타나는 특징은 '나선'의 형태이다. 그에게 나선은 생명과 죽음을 상징한다. 시작과 끝이 정해져있지 않고 돌고있는 나선은 우리의 삶과 닮았다고 생각했다. 그는 직선을 ‘혐오’에 가까울 정도로 싫어했다. "직선은 부도덕하며 인간성의 상실로 이어진다"고 주장했다.

### 건축가

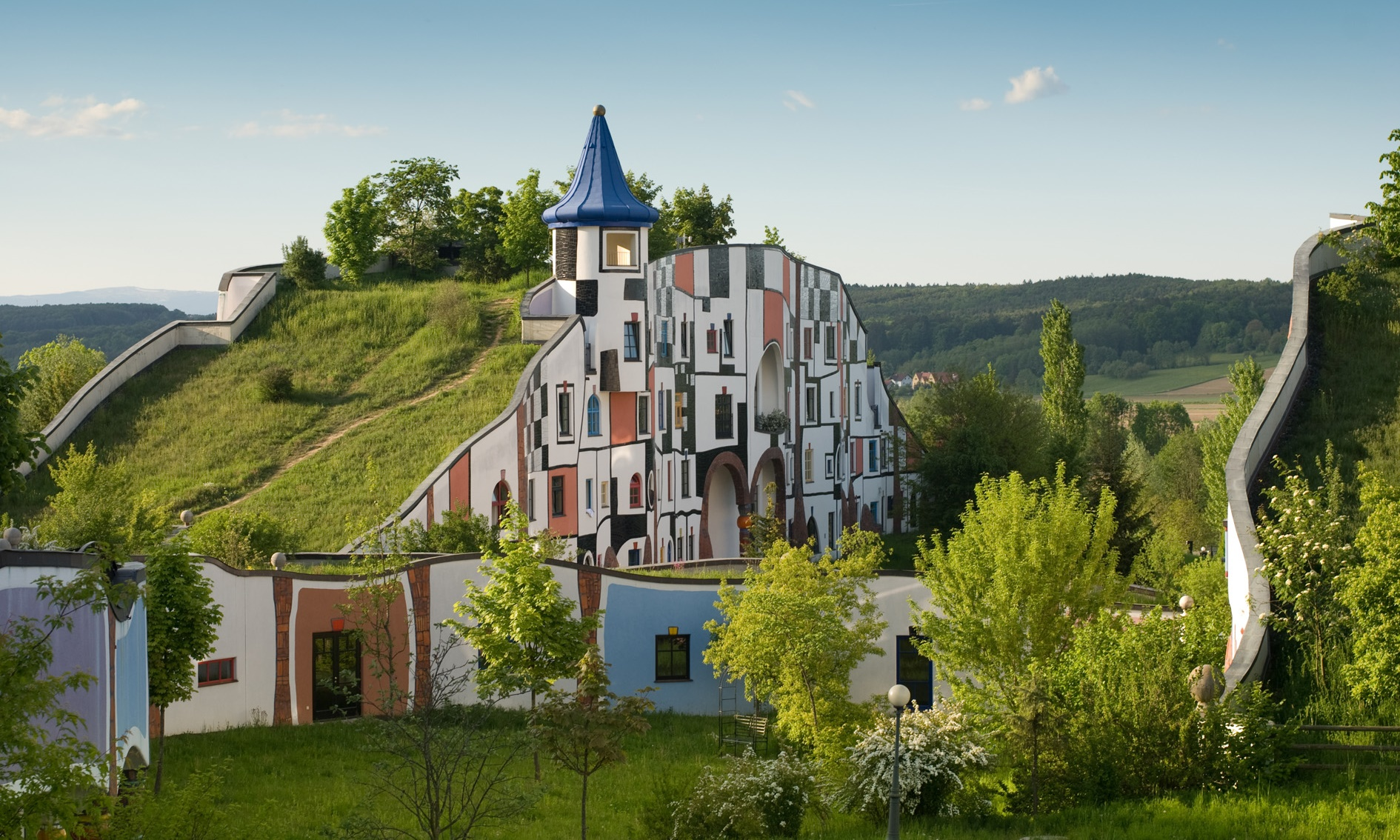
훈데르트바서의 건축물

훈데르트바서가 건축을 시작한 이유는 기능주의와 실용주의에 바탕을 둔 현대건축물이 사람을 병들게 하고있다는 생각 때문이었다. 도시의 메마른 건축물들에 생명을 불어넣어 '건축치료사'라는 이름을 얻었다. 그는 "진정한 건축물이란 사람들이 그 공간속에 이사온 순간부터 시작되어야 한다."며 입주자와 건축물 사이에 밀접한 상호관계가 가장 중요하다고 생각했다. '건축은 네모다'라는 고정관념을 깼다. 자연에는 직선이 없다는 신념을 건축에도 역시 쏟아부었다. 자연에서 만들어진 곡선이 존중되며 부드럽고 유기적인 물의 흐름을 표현했다. 그는 자연주의적 친환경 재료를 이용해서 건축했다. 흙과 벽돌 그리고 화강암, 목탄 등을 주로 사용하였다. 재료 뿐만아니라 색에서도 그의 성향을 알 수 있다. 녹색, 짙은갈색, 검은색을 주로 써서 자연과 어울리도록했다. 그는 대지의 경계를 무시하고 지붕위에 흙을 덮거나 대지 아래에 건축을 했다.

#### 환경적 건축표현 요소와 성향
| 형태             | 요소                                         | 성향     |
| ---------------- | -------------------------------------------- | -------- |
| 친환경 재료      | 흙, 벽돌, 화강암, 목탄, 회벽칠               | 친환경적 |
| 생태주의 색상    | 블랙, 그린, 브라운                           | 생태적   |
| 직선이 없는 곡선 | 파사드, 풀밭지붕, 양파돔                     | 유기적   |
| 경계의 해체      | 나무세입자, 두더지집, 풀밭지붕, 테라스하우스 | 친환경적 |
| 창문의 권리      | 손아래페인팅, 창문의 형태                    | 유기적   |
| 녹색의 나선      | 산책로, 자유로운 접근                        | 친환경적 |

### 환경운동가
훈데르트바서는 자연과 인간의 조화를 주장하며 자연보호, 산림운동, 반핵운동 등 예술 밖에서도 활발한 운동을 실천한 환경 운동가이기도 했다. 그는 생태주의 복음을 설파하며 워싱턴 환경교육센터에 '당신은 자연에 잠시 들린 손님이다. 예의를 갖추어라.'는 문구를 넣은 포스터를 제작하고 '고래와 바다를 구하자'는 문구를 넣은 작품을 그린피스에 기증했다. 뿐만아니라 식물을 이용한 정수시스템 개발, 부식토 변기를 만들어 환경보호상을 수상하는 등 다양한 방식으로 자신의 자연주의 철학을 피력했다. 일생을 환경보호와 아름다운 세상을 만들기 위해 헌신했다.

## 작품

### 미술작품
훈데르트바서는 색채의 마법사라고 불릴 정도로 미술에 뛰어난 재능을 가지고 있었다. 그는 여러 가지 선들 중에서도 특히 나선을 좋아했는데, "직선은 신의 부재"라고 평가하며 극도로 혐오했다고 한다. 그는 여러 가지 미술 기법 중에서 판화기법을 많이 사용했는데, 그 이유는 그 당시에 복사기술이 미개했기 때문이라고 한다. 또한 그는 일본 갤러리와의 전속계약, 4년간의 일본인과의 결혼생활 덕분에 동양미술의 영향을 많이 받았다. 그러한 이유로 그의 작품을 살펴보다 보면 낙관이라는 동양예술의 전통적인 도장이 찍힌 것을 발견할 수 있다. 또한 그는 환경운동가이기도 한데, 그러한 이유로 여러 가지 환경포스터들을 만들었다.

### 우표
훈데르트바서는 우표를 사랑했다. 그는 우표 하나하나가 예술작품이라고 생각했다. 우표는 어떤사람이 다른 사람에게 전달하는 것이며 누구에게든 갈 수 있다. 또한, 누구든 수집할 수 있다. 우표는 문화의 척도이다. 또한, 국가간의 다리라고 주장했다. 그는 편지의 붙여지는 우표를 모든사람이 소유할 수 있는 유일한 예술작품이라고 말했다.

### 건축물

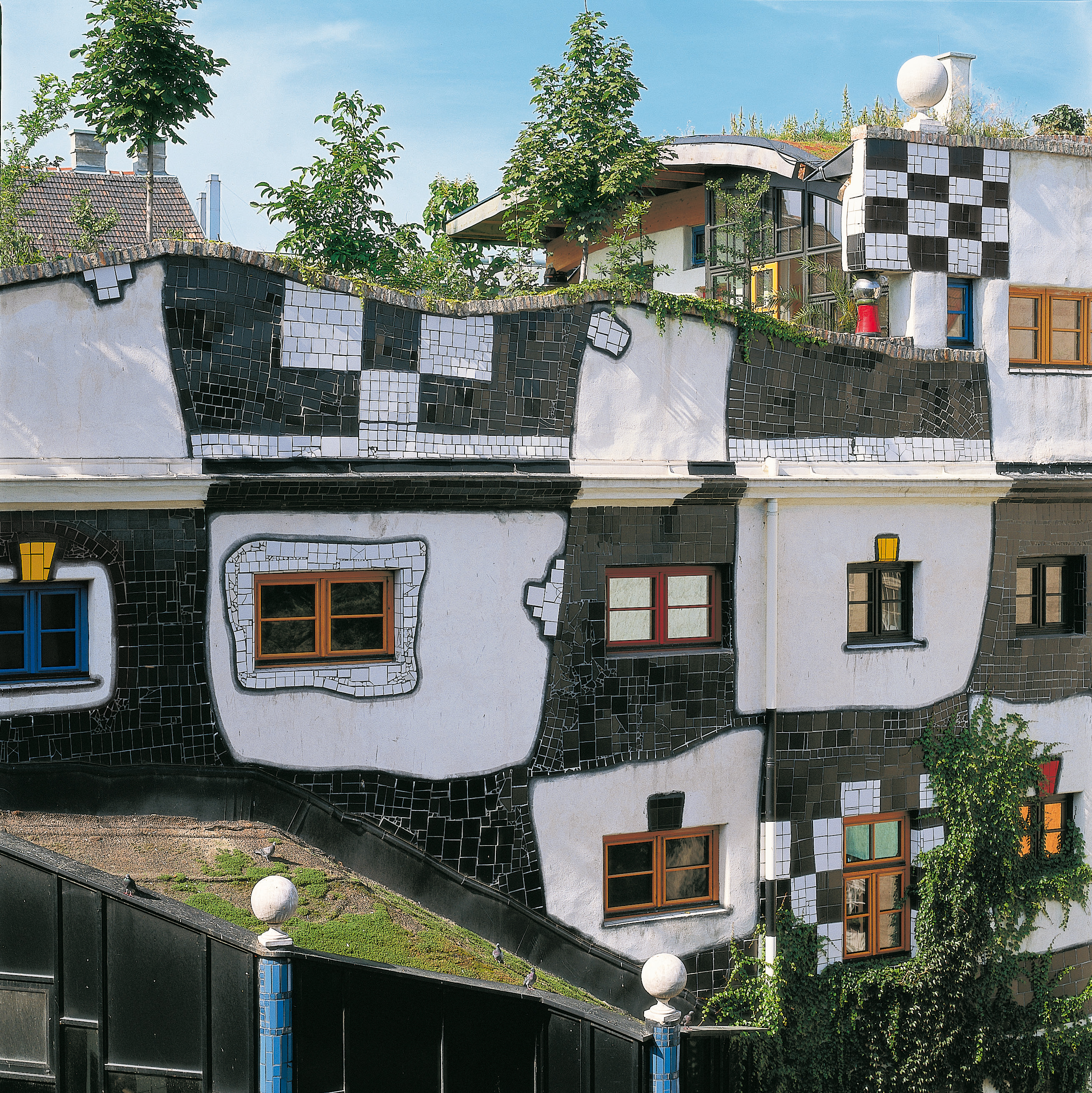
쿤스트하우스 빈,1989
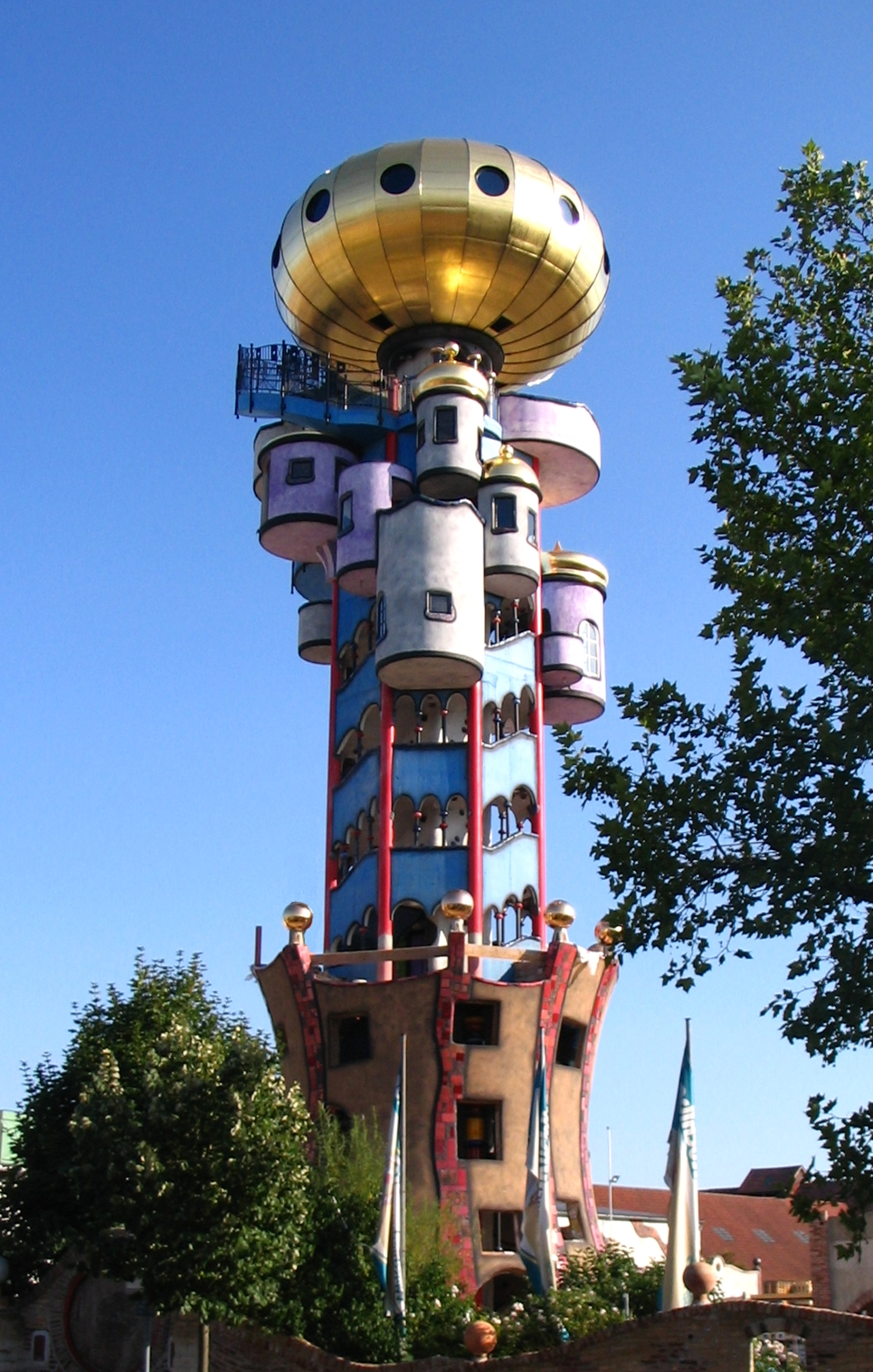
훈데르트바서 타워,1998
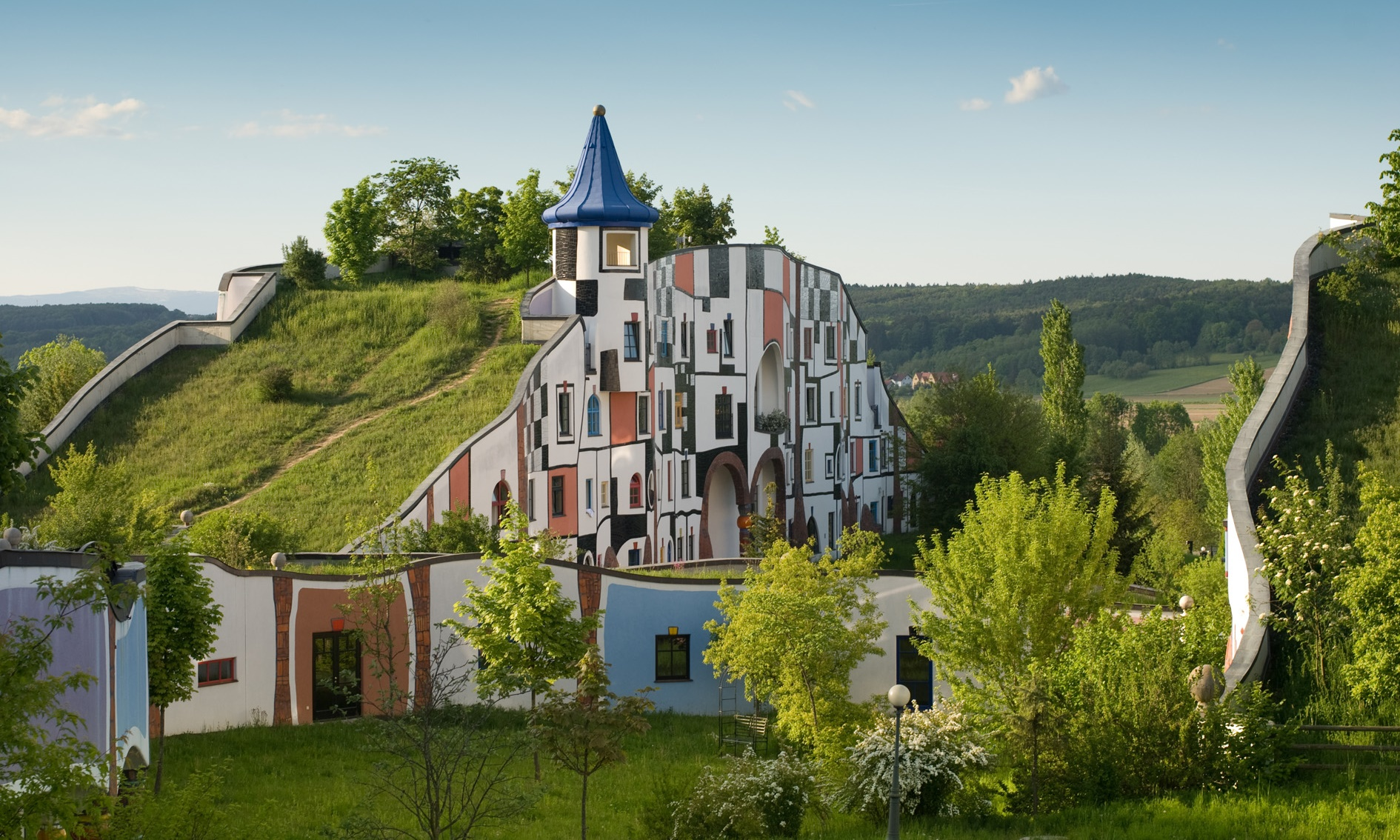
블루마우 온천마을 호텔
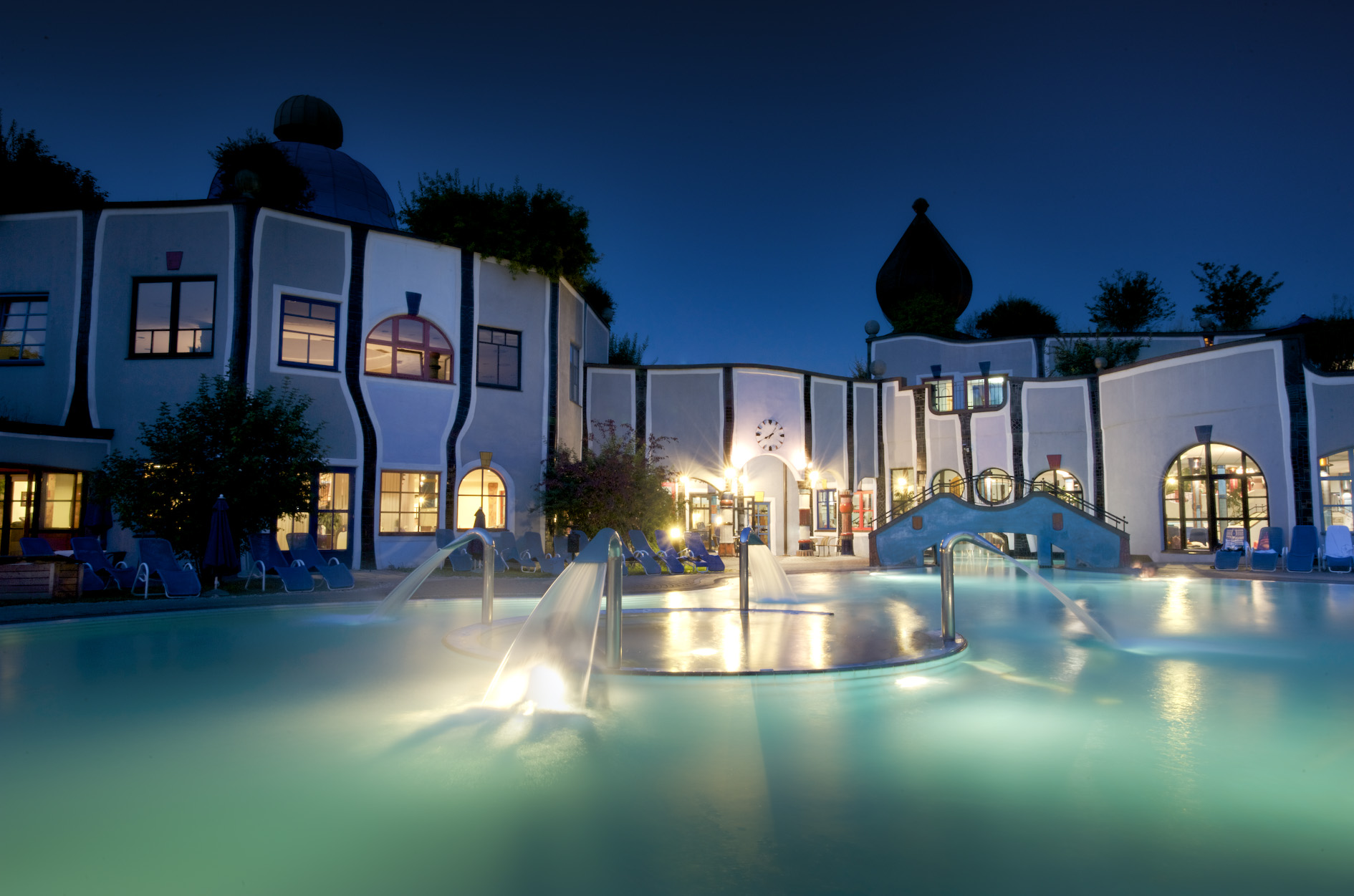
블루마우 온천마을 호텔
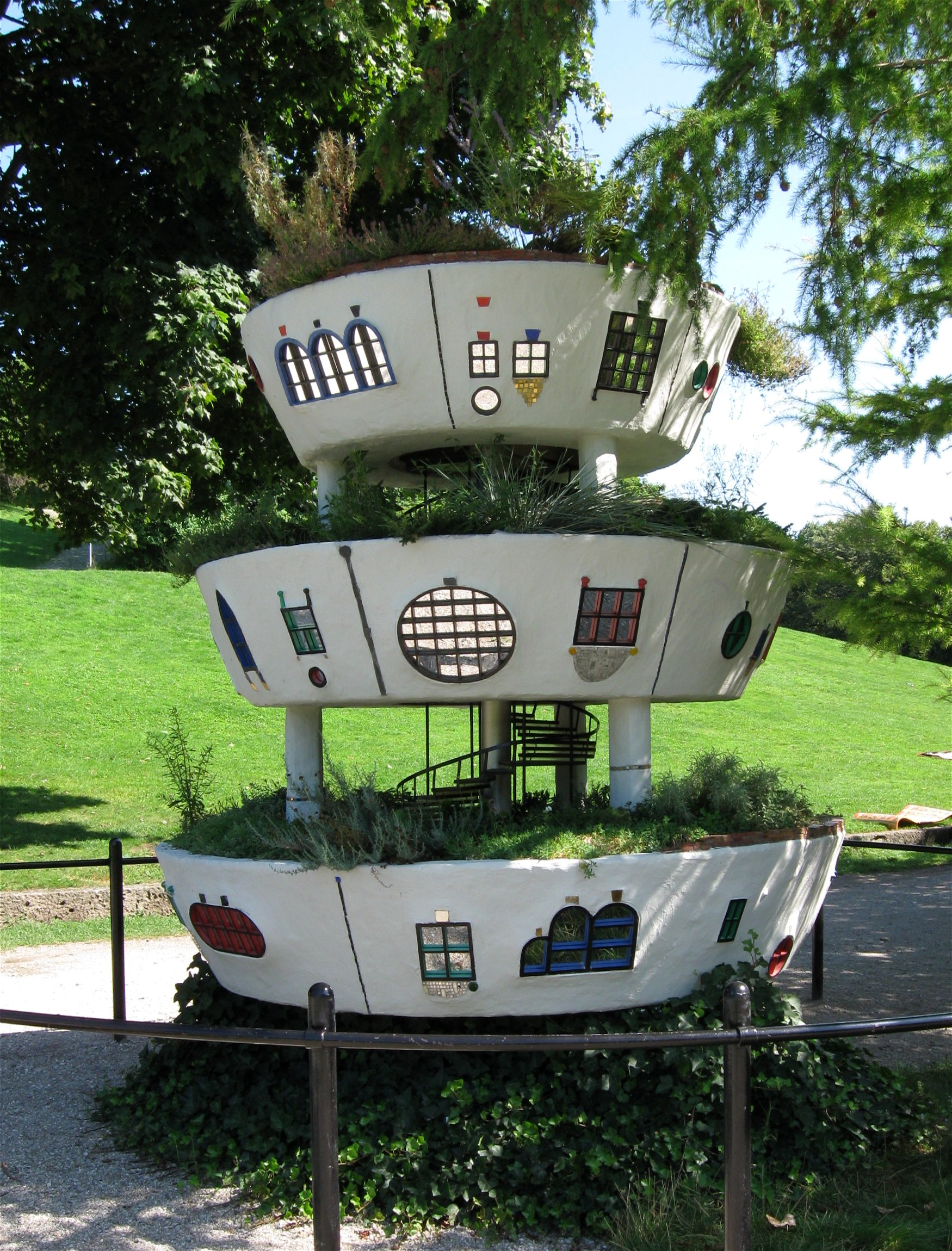
The Houses are hanging underneath the woods(meadow),1970
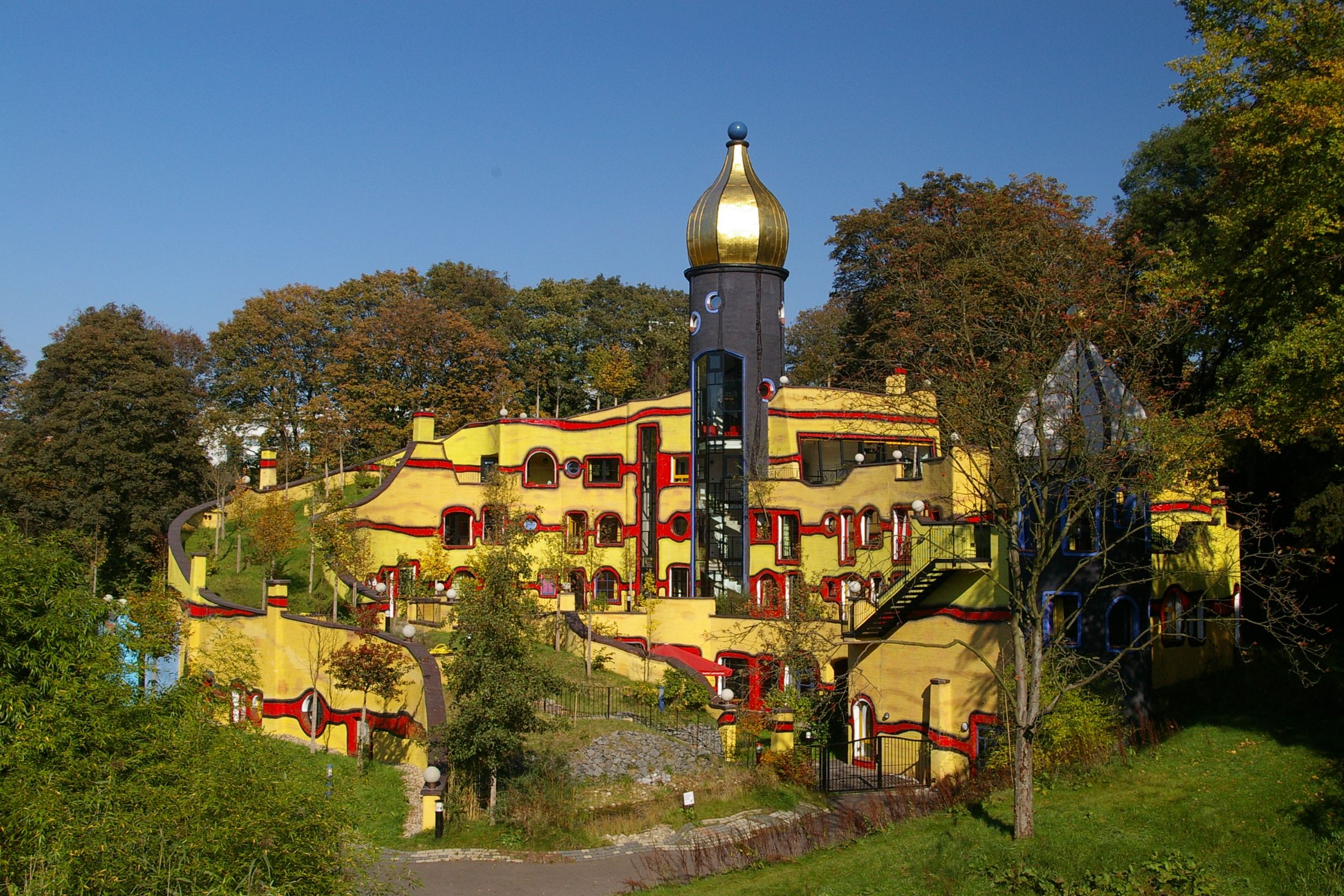
Ronald McDonald House,1998
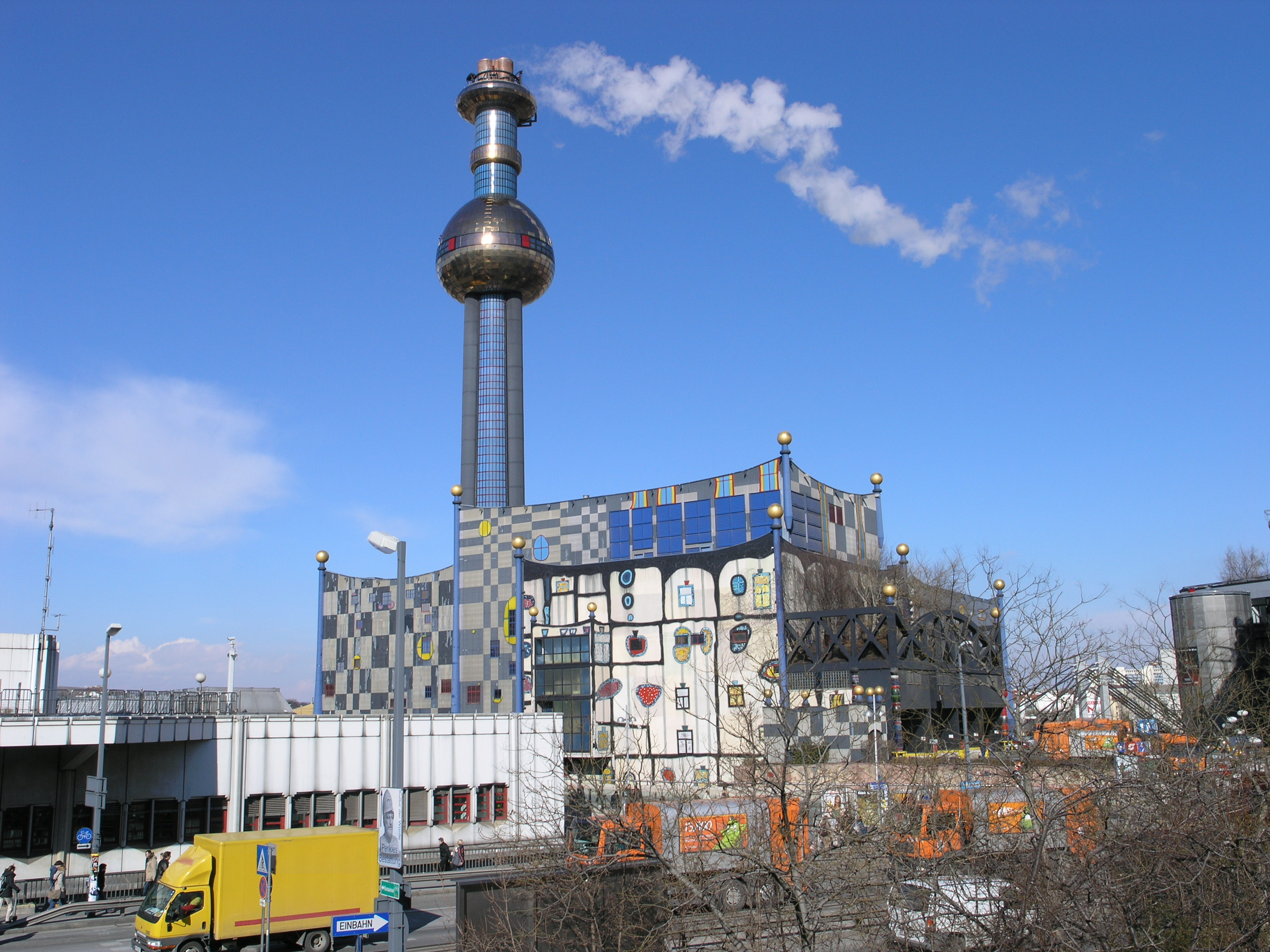
Thermal power plant,1090
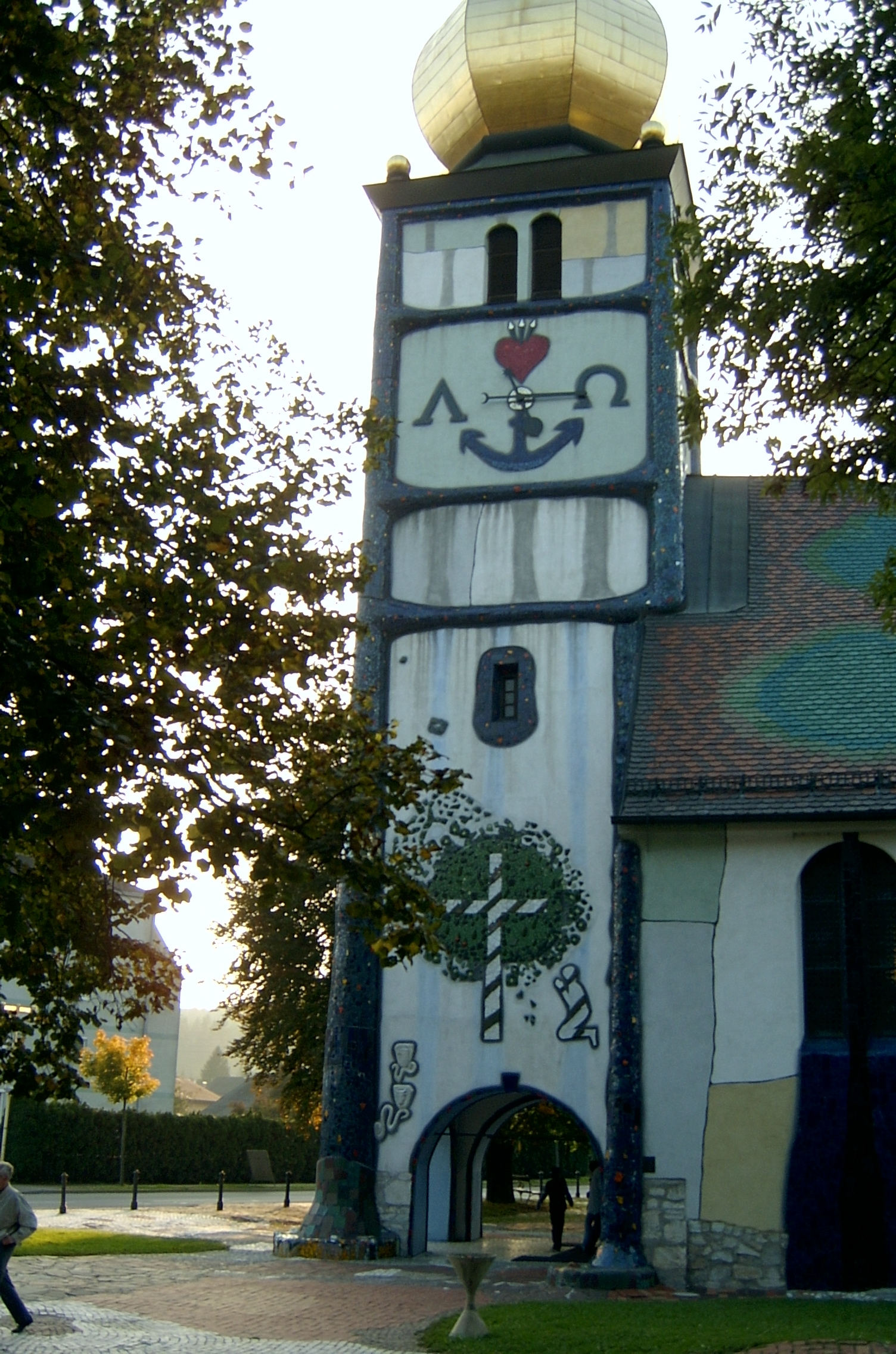
산타바바라성당,1987

#### 훈데르트바서 건축물에서의 자연주의특성
- 산타바바라성당
 (건축개념) 자연요소와 형태를 통한 모든 종교의 화해와 문화에 대한 존경과 자비상징.
 (환경적특성) 작업공간을 건축물에 한하지 않고 주변환경까지 작업의 범위로 두어 환경 조화를 고려하며 지속성을 유지, 양파모양 황금동을 올려 종탑을 개조하고 도기타일로 요철을 주었으며 창문은 나선형 유리장식.[5]
- 쿤스트하우스 빈
 (건축개념) 토네트 가구공장을 미술관으로 리모델링, 카페, 레스토랑, 미술관, 숍위치.
 (환경적특성) 각기 다른 색상과 크기의 창문을 통하여 창문의 권리를 말하고 있고 곡선의 스카이라인과 마감재의 혼용으로 자유의지를 표현했으며 재활용품을 활용하여 기둥 제작.[5]
- 훈데르트바서하우스
 (건축개념) 빈 시의 의뢰로 지어진 공공주택.
 (환경적특성) 여러 가지 유기적 형태로 이루어진 창문들과 공간이 통합된 나무들, 도시계획에서 물결모양이나 선이나 색채의 혼합, 양파모양의 돔과 바로크식 열주 등을 테마로 하여 설계.[5]

## 수상 경력
- 1959 제 5회 상파울로 비엔날레 '산브라상'[8]
- 1961 제 6회 국제 미술 전 '마이니치상'[8]
- 1974 뉴질랜드 '환경보호상'[8]
- 1980 Grand Austrian State Prize for Visual Arts
- 1981 오스트리아 '자연보호상'[8]
- 1982 Award winning Aurthor of the year
- 1987 Officier de l' Ordre des Arts et des Lettres
- 1984 이탈리아 '최고의우표상','금메달'
- 1988 비엔나시 '금메달'
- 1988 스티리아주 '금메달'
- 1997 필라델피아 1997 '그랑프리수상'

## 한국 전시회
- 훈데르트바서 작품전, 갤러리 디(DIE GALLERY) 2009.04.10~2009.06.13
- 훈데르트바서 한국 특별전, 예술의 전당 디자인 미술관 2010.12.05~2011.02.15
- 훈데르트바서 한국 특별전, 더 그린시티, 세종문화회관 2016.12.14~2017.3.12
- 훈데르트바서 서울 특별전, 돈의문 박물관마을 2018.12.26~2019.02.24
- 훈데르트바서 상설전시, 훈데르트바서파크 2022.03.14 ~(OPEN RUN)

## 같이 보기
- 옥상정원
- 옥상녹화
- 도시 농업
- 그린월